# Bhutanitis mansfieldi
Bhutanitis mansfieldi är en fjärilsart som först beskrevs av Riley 1939.  Bhutanitis mansfieldi ingår i släktet Bhutanitis och familjen riddarfjärilar. IUCN kategoriserar arten globalt som otillräckligt studerad. Inga underarter finns listade i Catalogue of Life.